# Route Adélie de Vitré 2025
La 29e édition de la Route Adélie de Vitré a eu lieu le 4 avril 2025. Cette course cycliste d'un jour fait partie du calendrier UCI Europe Tour 2025 en catégorie 1.1 (troisième niveau mondial).
Cette course est aussi inscrite au calendrier de la Coupe de France en tant que 5e manche de l'édition 2025.

## Présentation

### Équipes participantes
| WorldTeams (5)- Arkéa-B&B Hotels - Cofidis - Decathlon AG2R La Mondiale Team - Groupama-FDJ - Intermarché-Wanty ProTeams (9)- Team TotalEnergies - Uno-X Mobility - Unibet Tietema Rockets - Caja Rural-Seguros RGA - Wagner Bazin WB - Euskaltel-Euskadi - Team Novo Nordisk - VF Group-Bardiani CSF-Faizanè - Equipo Kern Pharma Équipes continentales (5)- Saint Michel-Preference Home-Auber 93 - BHS-PL Beton Bornholm - Van Rysel-Roubaix - CIC U Nantes - Nice Métropole Côte d'Azur |
| |

## Classements

### Classement final
| \| Classement général \| Classement général \| Classement général \| Classement général \| Classement général \| \| Coureur \| Coureur \| Pays \| Équipe \| Temps \| \| ------------------ \| ------------------ \| ------------------ \| ----------------------------- \| ------------------ \| \| 1er \| Stian Fredheim \| Norvège \| Uno-X Mobility \| 3 h 51 min 29 s \| \| 2e \| Paul Penhoët \| France \| Groupama-FDJ \| + 0 s \| \| 3e \| Émilien Jeannière \| France \| Team TotalEnergies \| + 0 s \| \| 4e \| Clément Venturini \| France \| Arkéa-B&B Hotels \| + 0 s \| \| 5e \| Matyáš Kopecký \| Tchéquie \| Team Novo Nordisk \| + 0 s \| \| 6e \| Jenthe Biermans \| Belgique \| Arkéa-B&B Hotels \| + 0 s \| \| 7e \| Luca Van Boven \| Belgique \| Intermarché-Wanty \| + 0 s \| \| 8e \| Filippo Fiorelli \| Italie \| VF Group-Bardiani CSF-Faizanè \| + 0 s \| \| 9e \| Noa Isidore \| France \| Decathlon-AG2R La Mondiale \| + 0 s \| \| 10e \| Bryan Coquard \| France \| Cofidis \| + 0 s \| |                   |          |                               |                 |
| |                   |          |                               |                 |
| |                   |          |                               |                 |
| Classement général |                   |          |                               |                 |
| Coureur | Coureur           | Pays     | Équipe                        | Temps           |
| 1er | Stian Fredheim    | Norvège  | Uno-X Mobility                | 3 h 51 min 29 s |
| 2e | Paul Penhoët      | France   | Groupama-FDJ                  | + 0 s           |
| 3e | Émilien Jeannière | France   | Team TotalEnergies            | + 0 s           |
| 4e | Clément Venturini | France   | Arkéa-B&B Hotels              | + 0 s           |
| 5e | Matyáš Kopecký    | Tchéquie | Team Novo Nordisk             | + 0 s           |
| 6e | Jenthe Biermans   | Belgique | Arkéa-B&B Hotels              | + 0 s           |
| 7e | Luca Van Boven    | Belgique | Intermarché-Wanty             | + 0 s           |
| 8e | Filippo Fiorelli  | Italie   | VF Group-Bardiani CSF-Faizanè | + 0 s           |
| 9e | Noa Isidore       | France   | Decathlon-AG2R La Mondiale    | + 0 s           |
| 10e | Bryan Coquard     | France   | Cofidis                       | + 0 s           |

## Liste des participants
| Légende | Légende                                                                    | Légende | Légende                                                    |
| ------- | -------------------------------------------------------------------------- | ------- | ---------------------------------------------------------- |
| Num     | Dossard de départ porté par le coureur sur la Route Adélie de Vitré        | Pos     | Position à l'arrivée de la course                          |
|         | Indique un maillot de champion national ou mondial, suivi de sa spécialité | NP      | Indique un coureur qui n'a pas pris le départ de la course |
| AB      | Indique un coureur qui n'a pas terminé la course                           | HD      | Indique un coureur qui a terminé la course hors des délais |
| DSQ     | Indique un coureur qui a été disqualifié de la course                      |         |                                                            |

| Arkéa-B&B Hotels ARK | Arkéa-B&B Hotels ARK    | Arkéa-B&B Hotels ARK |
| -------------------- | ----------------------- | -------------------- |
| Num                  | Coureur                 | Pos                  |
| 1                    | Jenthe Biermans (BEL)   | 6e                   |
| 2                    | Axel Bouquet (FRA)      | AB                   |
| 3                    | Ewen Costiou (FRA)      | 62e                  |
| 4                    | Baptiste Gillet (FRA)   | AB                   |
| 5                    | Swann Gloux (FRA)       | AB                   |
| 6                    | Emmanuel Houcou (FRA)   | 35e                  |
| 7                    | Clément Venturini (FRA) | 4e                   |

| Cofidis COF | Cofidis COF                | Cofidis COF |
| ----------- | -------------------------- | ----------- |
| Num         | Coureur                    | Pos         |
| 11          | Bryan Coquard (FRA)        | 10e         |
| 12          | Valentin Ferron (FRA)      | AB          |
| 13          | Clément Izquierdo (FRA)    | AB          |
| 14          | Nicolas Debeaumarché (FRA) | 90e         |
| 15          | Paul Ourselin (FRA)        | 70e         |
| 16          | Benjamin Thomas (FRA)      | 16e         |
| 17          | Hugo Toumire (FRA)         | 93e         |

| Decathlon-AG2R La Mondiale DAT | Decathlon-AG2R La Mondiale DAT | Decathlon-AG2R La Mondiale DAT |
| ------------------------------ | ------------------------------ | ------------------------------ |
| Num                            | Coureur                        | Pos                            |
| 21                             | Louis Chaleil (FRA)            | AB                             |
| 22                             | Noa Isidore (FRA)              | 9e                             |
| 23                             | Antoine L'Hote (FRA)           | AB                             |
| 24                             | Nans Peters (FRA)              | 56e                            |
| 25                             | Gianluca Pollefliet (BEL)      | 33e                            |
| 26                             | Paul Seixas (FRA)              | 17e                            |
| 27                             | Aubin Sparfel (FRA)            | AB                             |

| Groupama-FDJ GFC | Groupama-FDJ GFC       | Groupama-FDJ GFC |
| ---------------- | ---------------------- | ---------------- |
| Num              | Coureur                | Pos              |
| 31               | Cyril Barthe (FRA)     | 23e              |
| 32               | Rémi Cavagna (FRA)     | 54e              |
| 33               | Clément Davy (FRA)     | 71e              |
| 34               | Maxime Decomble (FRA)  | 18e              |
| 35               | Eddy Le Huitouze (FRA) | 78e              |
| 36               | Paul Penhoët (FRA)     | 2e               |
| 37               | Matthew Walls (GBR)    | AB               |

| Intermarché-Wanty IWA | Intermarché-Wanty IWA    | Intermarché-Wanty IWA |
| --------------------- | ------------------------ | --------------------- |
| Num                   | Coureur                  | Pos                   |
| 41                    | Louis Barré (FRA)        | 19e                   |
| 42                    | Simone Gualdi (ITA)      | 46e                   |
| 43                    | Felix Ørn-Kristoff (NOR) | 43e                   |
| 44                    | Gerben Kuypers (BEL)     | 80e                   |
| 45                    | Tobias Müller (GER)      | AB                    |
| 46                    | Lorenzo Rota (ITA)       | 21e                   |
| 47                    | Luca Van Boven (BEL)     | 7e                    |

| Team TotalEnergies TEN | Team TotalEnergies TEN  | Team TotalEnergies TEN |
| ---------------------- | ----------------------- | ---------------------- |
| Num                    | Coureur                 | Pos                    |
| 51                     | Lucas Boniface (FRA)    | 58e                    |
| 52                     | Florian Dauphin (FRA)   | 60e                    |
| 53                     | Émilien Jeannière (FRA) | 3e                     |
| 54                     | Samuel Leroux (FRA)     | 57e                    |
| 55                     | Lorrenzo Manzin (FRA)   | 63e                    |
| 56                     | Nicola Marcerou (FRA)   | 64e                    |
| 57                     | Anthony Turgis (FRA)    | 24e                    |

| Uno-X Mobility UXM | Uno-X Mobility UXM            | Uno-X Mobility UXM |
| ------------------ | ----------------------------- | ------------------ |
| Num                | Coureur                       | Pos                |
| 61                 | Martin Bugge Urianstad (NOR)  | 49e                |
| 62                 | Erlend Blikra (NOR)           | 31e                |
| 63                 | Stian Fredheim (NOR)          | 1er                |
| 64                 | Jonas Iversby Hvideberg (NOR) | 88e                |
| 65                 | Sakarias Koller Løland (NOR)  | 66e                |
| 66                 | Henrik Pedersen (DEN)         | 22e                |
| 67                 | Rasmus Bøgh Wallin (DEN)      | AB                 |

| Unibet Tietema Rockets RKT | Unibet Tietema Rockets RKT | Unibet Tietema Rockets RKT |
| -------------------------- | -------------------------- | -------------------------- |
| Num                        | Coureur                    | Pos                        |
| 71                         | Tomáš Kopecký (CZE)        | 39e                        |
| 72                         | Axel Huens (FRA)           | 11e                        |
| 73                         | Lander Loockx (BEL)        | 15e                        |
| 75                         | Charles Paige (GBR)        | AB                         |
| 76                         | Abram Stockman (BEL)       | 45e                        |
| 77                         | Adam Ťoupalík (CZE)        | 91e                        |

| Caja Rural-Seguros RGA CJR | Caja Rural-Seguros RGA CJR | Caja Rural-Seguros RGA CJR |
| -------------------------- | -------------------------- | -------------------------- |
| Num                        | Coureur                    | Pos                        |
| 81                         | Eduard Prades (ESP)        | 12e                        |
| 82                         | Sergi Darder (ESP)         | AB                         |
| 83                         | Álex Díaz (ESP)            | 41e                        |
| 84                         | Javier Ibáñez (ESP)        | 84e                        |
| 85                         | Joseba López (ESP)         | 37e                        |
| 86                         | Iúri Leitão (POR)          | 36e                        |
| 87                         | Francisco Peñuela (VEN)    | 32e                        |

| Wagner Bazin WB WB2 | Wagner Bazin WB WB2                | Wagner Bazin WB WB2 |
| ------------------- | ---------------------------------- | ------------------- |
| Num                 | Coureur                            | Pos                 |
| 91                  | Jocelyn Baguelin (FRA)             | 40e                 |
| 92                  | Pierre Barbier (FRA)               | AB                  |
| 93                  | Victor Papon (FRA)                 | 72e                 |
| 95                  | Tom Portsmouth (GBR)               | AB                  |
| 96                  | Henri-François Renard-Haquin (FRA) | 14e                 |
| 97                  | Jelle Vermoote (BEL)               | AB                  |

| Euskaltel-Euskadi EUS | Euskaltel-Euskadi EUS    | Euskaltel-Euskadi EUS |
| --------------------- | ------------------------ | --------------------- |
| Num                   | Coureur                  | Pos                   |
| 101                   | Jon Aberasturi (ESP)     | 26e                   |
| 102                   | Iker Bonillo (ESP)       | 75e                   |
| 103                   | David Dekker (NED)       | AB                    |
| 104                   | Paul Hennequin (FRA)     | 53e                   |
| 105                   | Danny van der Tuuk (POL) | 55e                   |

| Team Novo Nordisk TNN | Team Novo Nordisk TNN   | Team Novo Nordisk TNN |
| --------------------- | ----------------------- | --------------------- |
| Num                   | Coureur                 | Pos                   |
| 111                   | Sam Brand (GBR)         | 77e                   |
| 112                   | Declan Irvine (AUS)     | 79e                   |
| 113                   | Matyáš Kopecký (CZE)    | 5e                    |
| 114                   | Antonio Polga (ITA)     | 73e                   |
| 115                   | Umberto Poli (ITA)      | AB                    |
| 116                   | Filippo Ridolfo (ITA)   | 48e                   |
| 117                   | Célestin Wattelle (FRA) | AB                    |

| VF Group-Bardiani CSF-Faizanè VBF | VF Group-Bardiani CSF-Faizanè VBF | VF Group-Bardiani CSF-Faizanè VBF |
| --------------------------------- | --------------------------------- | --------------------------------- |
| Num                               | Coureur                           | Pos                               |
| 121                               | Federico Biagini (ITA)            | AB                                |
| 122                               | Luca Colnaghi (ITA)               | 50e                               |
| 123                               | Lorenzo Conforti (ITA)            | 42e                               |
| 124                               | Filippo Fiorelli (ITA)            | 8e                                |
| 125                               | Filippo Magli (ITA)               | 20e                               |
| 127                               | Enrico Zanoncello (ITA)           | 28e                               |

| Equipo Kern Pharma EKP | Equipo Kern Pharma EKP   | Equipo Kern Pharma EKP |
| ---------------------- | ------------------------ | ---------------------- |
| Num                    | Coureur                  | Pos                    |
| 131                    | Francisco Galván (ESP)   | 29e                    |
| 132                    | Hugo Aznar (ESP)         | 83e                    |
| 133                    | Unai Aznar (ESP)         | AB                     |
| 134                    | Ibai Azanza (ESP)        | 94e                    |
| 135                    | Marc Brustenga (ESP)     | 44e                    |
| 136                    | Mikel Retegi (ESP)       | AB                     |
| 137                    | Antonio Jesús Soto (ESP) | 27e                    |

| St. Michel-Preference Home-Auber 93 AUB | St. Michel-Preference Home-Auber 93 AUB | St. Michel-Preference Home-Auber 93 AUB |
| --------------------------------------- | --------------------------------------- | --------------------------------------- |
| Num                                     | Coureur                                 | Pos                                     |
| 141                                     | Lucas Bénéteau (FRA)                    | AB                                      |
| 142                                     | Nicolas Breuillard (FRA)                | 65e                                     |
| 143                                     | Romain Cardis (FRA)                     | 25e                                     |
| 144                                     | Dillon Corkery (IRL)                    | AB                                      |
| 145                                     | Alan Riou (FRA)                         | 87e                                     |
| 146                                     | Yohann Simon (FRA)                      | 92e                                     |
| 147                                     | Morne van Niekerk (RSA)                 | 82e                                     |

| BHS-PL Beton Bornholm BPC | BHS-PL Beton Bornholm BPC     | BHS-PL Beton Bornholm BPC |
| ------------------------- | ----------------------------- | ------------------------- |
| Num                       | Coureur                       | Pos                       |
| 151                       | Marcus Sander Hansen (DEN)    | 86e                       |
| 152                       | Emil Schandorff Iwersen (DEN) | 47e                       |
| 153                       | Niklas Larsen (DEN)           | 81e                       |
| 154                       | Boas Lysgaard (DEN)           | 69e                       |
| 155                       | Jacob Schebye                 | 52e                       |
| 156                       | Asger Røjbek Sørensen (DEN)   | AB                        |
| 157                       | Daniel Stampe (DEN)           | AB                        |

| Van Rysel-Roubaix VRR | Van Rysel-Roubaix VRR     | Van Rysel-Roubaix VRR |
| --------------------- | ------------------------- | --------------------- |
| Num                   | Coureur                   | Pos                   |
| 161                   | Daniel Årnes (NOR)        | 89e                   |
| 162                   | Rémi Capron (FRA)         | 51e                   |
| 163                   | Célestin Guillon (FRA)    | AB                    |
| 164                   | Maxime Jarnet (FRA)       | 13e                   |
| 165                   | Emmanuel Morin (FRA)      | 68e                   |
| 166                   | Baptiste Planckaert (BEL) | AB                    |
| 167                   | Killian Théot (FRA)       | 30e                   |

| CIC U Nantes UCN | CIC U Nantes UCN     | CIC U Nantes UCN |
| ---------------- | -------------------- | ---------------- |
| Num              | Coureur              | Pos              |
| 171              | Ronan Augé (FRA)     | 38e              |
| 172              | Justin Ducret (FRA)  | AB               |
| 173              | Similien Hamon (FRA) | AB               |
| 174              | Antoine Hue (FRA)    | 74e              |
| 175              | Yaël Joalland (FRA)  | 61e              |
| 176              | Matisse Julien (CAN) | 85e              |
| 177              | Axel Mariault (FRA)  | 67e              |

| Nice Métropole Côte d'Azur NMC | Nice Métropole Côte d'Azur NMC | Nice Métropole Côte d'Azur NMC |
| ------------------------------ | ------------------------------ | ------------------------------ |
| Num                            | Coureur                        | Pos                            |
| 181                            | Andrei Carbunarea (ROU)        | AB                             |
| 182                            | Axel Narbonne-Zuccarelli (FRA) | 76e                            |
| 183                            | Andrea Mifsud                  | AB                             |
| 184                            | Alexander Konijn (NED)         | 34e                            |
| 185                            | Damien Girard (FRA)            | 59e                            |
| 187                            | Carter Guichard (AUS)          | AB                             |

| Arkéa-B&B Hotels ARK | Arkéa-B&B Hotels ARK    | Arkéa-B&B Hotels ARK |
| -------------------- | ----------------------- | -------------------- |
| Num                  | Coureur                 | Pos                  |
| 1                    | Jenthe Biermans (BEL)   | 6e                   |
| 2                    | Axel Bouquet (FRA)      | AB                   |
| 3                    | Ewen Costiou (FRA)      | 62e                  |
| 4                    | Baptiste Gillet (FRA)   | AB                   |
| 5                    | Swann Gloux (FRA)       | AB                   |
| 6                    | Emmanuel Houcou (FRA)   | 35e                  |
| 7                    | Clément Venturini (FRA) | 4e                   |

| Cofidis COF | Cofidis COF                | Cofidis COF |
| ----------- | -------------------------- | ----------- |
| Num         | Coureur                    | Pos         |
| 11          | Bryan Coquard (FRA)        | 10e         |
| 12          | Valentin Ferron (FRA)      | AB          |
| 13          | Clément Izquierdo (FRA)    | AB          |
| 14          | Nicolas Debeaumarché (FRA) | 90e         |
| 15          | Paul Ourselin (FRA)        | 70e         |
| 16          | Benjamin Thomas (FRA)      | 16e         |
| 17          | Hugo Toumire (FRA)         | 93e         |

| Decathlon-AG2R La Mondiale DAT | Decathlon-AG2R La Mondiale DAT | Decathlon-AG2R La Mondiale DAT |
| ------------------------------ | ------------------------------ | ------------------------------ |
| Num                            | Coureur                        | Pos                            |
| 21                             | Louis Chaleil (FRA)            | AB                             |
| 22                             | Noa Isidore (FRA)              | 9e                             |
| 23                             | Antoine L'Hote (FRA)           | AB                             |
| 24                             | Nans Peters (FRA)              | 56e                            |
| 25                             | Gianluca Pollefliet (BEL)      | 33e                            |
| 26                             | Paul Seixas (FRA)              | 17e                            |
| 27                             | Aubin Sparfel (FRA)            | AB                             |

| Groupama-FDJ GFC | Groupama-FDJ GFC       | Groupama-FDJ GFC |
| ---------------- | ---------------------- | ---------------- |
| Num              | Coureur                | Pos              |
| 31               | Cyril Barthe (FRA)     | 23e              |
| 32               | Rémi Cavagna (FRA)     | 54e              |
| 33               | Clément Davy (FRA)     | 71e              |
| 34               | Maxime Decomble (FRA)  | 18e              |
| 35               | Eddy Le Huitouze (FRA) | 78e              |
| 36               | Paul Penhoët (FRA)     | 2e               |
| 37               | Matthew Walls (GBR)    | AB               |

| Intermarché-Wanty IWA | Intermarché-Wanty IWA    | Intermarché-Wanty IWA |
| --------------------- | ------------------------ | --------------------- |
| Num                   | Coureur                  | Pos                   |
| 41                    | Louis Barré (FRA)        | 19e                   |
| 42                    | Simone Gualdi (ITA)      | 46e                   |
| 43                    | Felix Ørn-Kristoff (NOR) | 43e                   |
| 44                    | Gerben Kuypers (BEL)     | 80e                   |
| 45                    | Tobias Müller (GER)      | AB                    |
| 46                    | Lorenzo Rota (ITA)       | 21e                   |
| 47                    | Luca Van Boven (BEL)     | 7e                    |

| Team TotalEnergies TEN | Team TotalEnergies TEN  | Team TotalEnergies TEN |
| ---------------------- | ----------------------- | ---------------------- |
| Num                    | Coureur                 | Pos                    |
| 51                     | Lucas Boniface (FRA)    | 58e                    |
| 52                     | Florian Dauphin (FRA)   | 60e                    |
| 53                     | Émilien Jeannière (FRA) | 3e                     |
| 54                     | Samuel Leroux (FRA)     | 57e                    |
| 55                     | Lorrenzo Manzin (FRA)   | 63e                    |
| 56                     | Nicola Marcerou (FRA)   | 64e                    |
| 57                     | Anthony Turgis (FRA)    | 24e                    |

| Uno-X Mobility UXM | Uno-X Mobility UXM            | Uno-X Mobility UXM |
| ------------------ | ----------------------------- | ------------------ |
| Num                | Coureur                       | Pos                |
| 61                 | Martin Bugge Urianstad (NOR)  | 49e                |
| 62                 | Erlend Blikra (NOR)           | 31e                |
| 63                 | Stian Fredheim (NOR)          | 1er                |
| 64                 | Jonas Iversby Hvideberg (NOR) | 88e                |
| 65                 | Sakarias Koller Løland (NOR)  | 66e                |
| 66                 | Henrik Pedersen (DEN)         | 22e                |
| 67                 | Rasmus Bøgh Wallin (DEN)      | AB                 |

| Unibet Tietema Rockets RKT | Unibet Tietema Rockets RKT | Unibet Tietema Rockets RKT |
| -------------------------- | -------------------------- | -------------------------- |
| Num                        | Coureur                    | Pos                        |
| 71                         | Tomáš Kopecký (CZE)        | 39e                        |
| 72                         | Axel Huens (FRA)           | 11e                        |
| 73                         | Lander Loockx (BEL)        | 15e                        |
| 75                         | Charles Paige (GBR)        | AB                         |
| 76                         | Abram Stockman (BEL)       | 45e                        |
| 77                         | Adam Ťoupalík (CZE)        | 91e                        |

| Caja Rural-Seguros RGA CJR | Caja Rural-Seguros RGA CJR | Caja Rural-Seguros RGA CJR |
| -------------------------- | -------------------------- | -------------------------- |
| Num                        | Coureur                    | Pos                        |
| 81                         | Eduard Prades (ESP)        | 12e                        |
| 82                         | Sergi Darder (ESP)         | AB                         |
| 83                         | Álex Díaz (ESP)            | 41e                        |
| 84                         | Javier Ibáñez (ESP)        | 84e                        |
| 85                         | Joseba López (ESP)         | 37e                        |
| 86                         | Iúri Leitão (POR)          | 36e                        |
| 87                         | Francisco Peñuela (VEN)    | 32e                        |

| Wagner Bazin WB WB2 | Wagner Bazin WB WB2                | Wagner Bazin WB WB2 |
| ------------------- | ---------------------------------- | ------------------- |
| Num                 | Coureur                            | Pos                 |
| 91                  | Jocelyn Baguelin (FRA)             | 40e                 |
| 92                  | Pierre Barbier (FRA)               | AB                  |
| 93                  | Victor Papon (FRA)                 | 72e                 |
| 95                  | Tom Portsmouth (GBR)               | AB                  |
| 96                  | Henri-François Renard-Haquin (FRA) | 14e                 |
| 97                  | Jelle Vermoote (BEL)               | AB                  |

| Euskaltel-Euskadi EUS | Euskaltel-Euskadi EUS    | Euskaltel-Euskadi EUS |
| --------------------- | ------------------------ | --------------------- |
| Num                   | Coureur                  | Pos                   |
| 101                   | Jon Aberasturi (ESP)     | 26e                   |
| 102                   | Iker Bonillo (ESP)       | 75e                   |
| 103                   | David Dekker (NED)       | AB                    |
| 104                   | Paul Hennequin (FRA)     | 53e                   |
| 105                   | Danny van der Tuuk (POL) | 55e                   |

| Team Novo Nordisk TNN | Team Novo Nordisk TNN   | Team Novo Nordisk TNN |
| --------------------- | ----------------------- | --------------------- |
| Num                   | Coureur                 | Pos                   |
| 111                   | Sam Brand (GBR)         | 77e                   |
| 112                   | Declan Irvine (AUS)     | 79e                   |
| 113                   | Matyáš Kopecký (CZE)    | 5e                    |
| 114                   | Antonio Polga (ITA)     | 73e                   |
| 115                   | Umberto Poli (ITA)      | AB                    |
| 116                   | Filippo Ridolfo (ITA)   | 48e                   |
| 117                   | Célestin Wattelle (FRA) | AB                    |

| VF Group-Bardiani CSF-Faizanè VBF | VF Group-Bardiani CSF-Faizanè VBF | VF Group-Bardiani CSF-Faizanè VBF |
| --------------------------------- | --------------------------------- | --------------------------------- |
| Num                               | Coureur                           | Pos                               |
| 121                               | Federico Biagini (ITA)            | AB                                |
| 122                               | Luca Colnaghi (ITA)               | 50e                               |
| 123                               | Lorenzo Conforti (ITA)            | 42e                               |
| 124                               | Filippo Fiorelli (ITA)            | 8e                                |
| 125                               | Filippo Magli (ITA)               | 20e                               |
| 127                               | Enrico Zanoncello (ITA)           | 28e                               |

| Equipo Kern Pharma EKP | Equipo Kern Pharma EKP   | Equipo Kern Pharma EKP |
| ---------------------- | ------------------------ | ---------------------- |
| Num                    | Coureur                  | Pos                    |
| 131                    | Francisco Galván (ESP)   | 29e                    |
| 132                    | Hugo Aznar (ESP)         | 83e                    |
| 133                    | Unai Aznar (ESP)         | AB                     |
| 134                    | Ibai Azanza (ESP)        | 94e                    |
| 135                    | Marc Brustenga (ESP)     | 44e                    |
| 136                    | Mikel Retegi (ESP)       | AB                     |
| 137                    | Antonio Jesús Soto (ESP) | 27e                    |

| St. Michel-Preference Home-Auber 93 AUB | St. Michel-Preference Home-Auber 93 AUB | St. Michel-Preference Home-Auber 93 AUB |
| --------------------------------------- | --------------------------------------- | --------------------------------------- |
| Num                                     | Coureur                                 | Pos                                     |
| 141                                     | Lucas Bénéteau (FRA)                    | AB                                      |
| 142                                     | Nicolas Breuillard (FRA)                | 65e                                     |
| 143                                     | Romain Cardis (FRA)                     | 25e                                     |
| 144                                     | Dillon Corkery (IRL)                    | AB                                      |
| 145                                     | Alan Riou (FRA)                         | 87e                                     |
| 146                                     | Yohann Simon (FRA)                      | 92e                                     |
| 147                                     | Morne van Niekerk (RSA)                 | 82e                                     |

| BHS-PL Beton Bornholm BPC | BHS-PL Beton Bornholm BPC     | BHS-PL Beton Bornholm BPC |
| ------------------------- | ----------------------------- | ------------------------- |
| Num                       | Coureur                       | Pos                       |
| 151                       | Marcus Sander Hansen (DEN)    | 86e                       |
| 152                       | Emil Schandorff Iwersen (DEN) | 47e                       |
| 153                       | Niklas Larsen (DEN)           | 81e                       |
| 154                       | Boas Lysgaard (DEN)           | 69e                       |
| 155                       | Jacob Schebye                 | 52e                       |
| 156                       | Asger Røjbek Sørensen (DEN)   | AB                        |
| 157                       | Daniel Stampe (DEN)           | AB                        |

| Van Rysel-Roubaix VRR | Van Rysel-Roubaix VRR     | Van Rysel-Roubaix VRR |
| --------------------- | ------------------------- | --------------------- |
| Num                   | Coureur                   | Pos                   |
| 161                   | Daniel Årnes (NOR)        | 89e                   |
| 162                   | Rémi Capron (FRA)         | 51e                   |
| 163                   | Célestin Guillon (FRA)    | AB                    |
| 164                   | Maxime Jarnet (FRA)       | 13e                   |
| 165                   | Emmanuel Morin (FRA)      | 68e                   |
| 166                   | Baptiste Planckaert (BEL) | AB                    |
| 167                   | Killian Théot (FRA)       | 30e                   |

| CIC U Nantes UCN | CIC U Nantes UCN     | CIC U Nantes UCN |
| ---------------- | -------------------- | ---------------- |
| Num              | Coureur              | Pos              |
| 171              | Ronan Augé (FRA)     | 38e              |
| 172              | Justin Ducret (FRA)  | AB               |
| 173              | Similien Hamon (FRA) | AB               |
| 174              | Antoine Hue (FRA)    | 74e              |
| 175              | Yaël Joalland (FRA)  | 61e              |
| 176              | Matisse Julien (CAN) | 85e              |
| 177              | Axel Mariault (FRA)  | 67e              |

| Nice Métropole Côte d'Azur NMC | Nice Métropole Côte d'Azur NMC | Nice Métropole Côte d'Azur NMC |
| ------------------------------ | ------------------------------ | ------------------------------ |
| Num                            | Coureur                        | Pos                            |
| 181                            | Andrei Carbunarea (ROU)        | AB                             |
| 182                            | Axel Narbonne-Zuccarelli (FRA) | 76e                            |
| 183                            | Andrea Mifsud                  | AB                             |
| 184                            | Alexander Konijn (NED)         | 34e                            |
| 185                            | Damien Girard (FRA)            | 59e                            |
| 187                            | Carter Guichard (AUS)          | AB                             |